# Усть-Куда

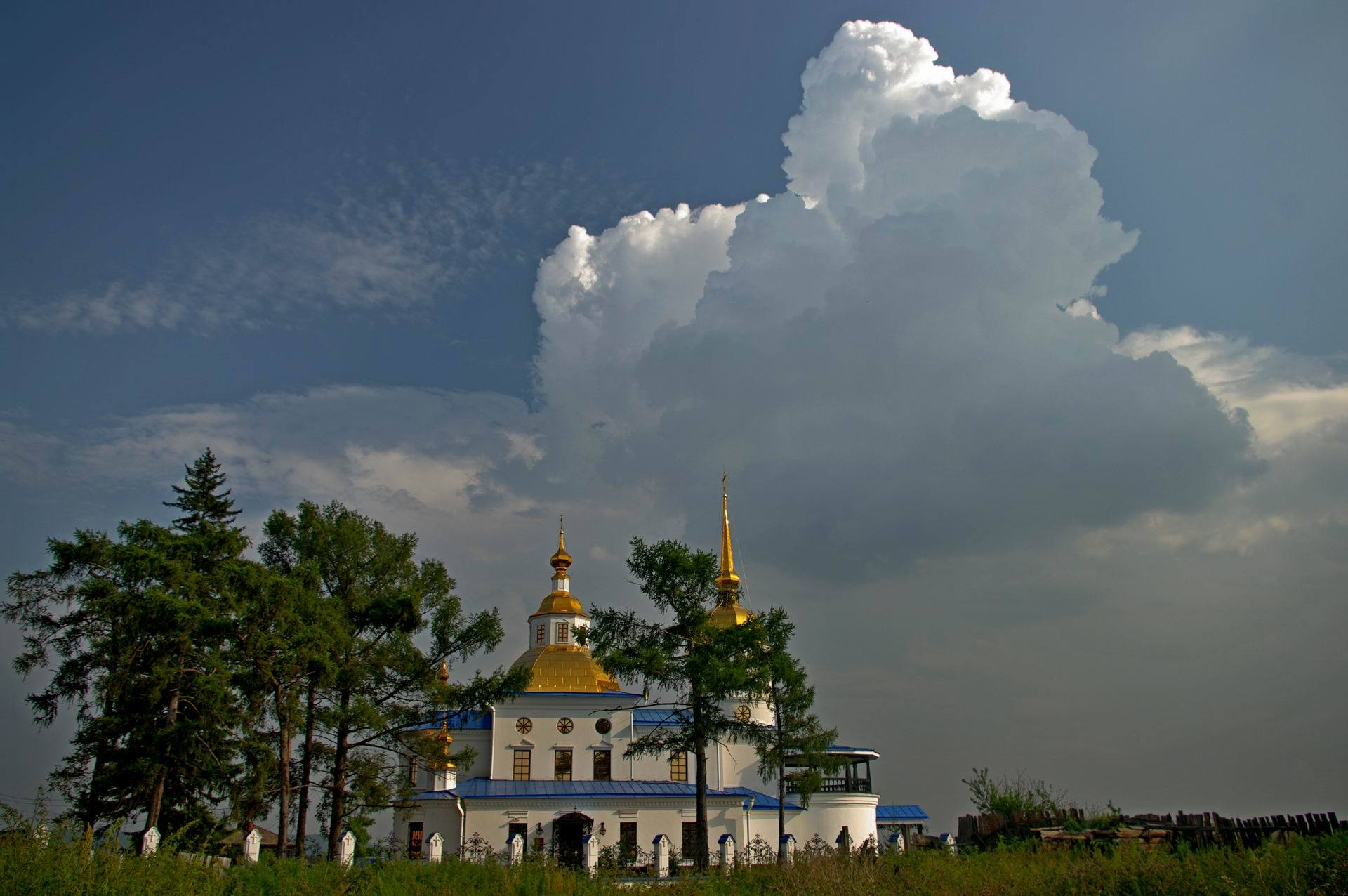
Казанская церковь

Усть-Куда — деревня в Иркутском районе Иркутской области России. Административный центр Усть-Кудинского муниципального образования.
Старейшее село Иркутской области — дата основания 1667 год.
Находится в правобережье Ангары, вблизи устья Куды, примерно в 20 км к северо-западу от центра Иркутска.
В селе родился писатель Алексей Васильевич Зверев.

## Население
| 2002  | 2010  | 2011  | 2012  | 2013  | 2014  | 2015  |
| ----- | ----- | ----- | ----- | ----- | ----- | ----- |
| 1451  | ↗2010 | ↗2024 | ↗2091 | ↗2141 | ↗2228 | ↗2254 |
| 2016  | 2017  | 2021  |       |       |       |       |
| ↘2246 | ↗2279 | ↗2363 |       |       |       |       |